# Cinque matti alla riscossa
Cinque matti alla riscossa (À nous quatre, Cardinal!) è un film del 1974 diretto da André Hunebelle.
È il seguito del film Più matti di prima al servizio della regina sempre dello stesso anno.